# Masanikere, Channagiri
Masanikere là một làng thuộc tehsil Channagiri, huyện Davanagere, bang Karnataka, Ấn Độ.